# Decauville-Bahn im Umbra-Wald
| Waldbahn-Lokomotive mit Langholzzug Montania-Lokomotive RL 1a mit 12-PS-Dieselmotor                                        |                     |                              |                              |
| Ehemalige Trasse der Waldbahn auf einer Karte von 2023                                                                     |                     |                              |                              |
| Streckenlänge: | 23,677 km           |                              |                              |
| Spurweite: | 600 mm (Schmalspur) |                              |                              |
| Maximale Neigung: | 30 ‰                |                              |                              |
| Minimaler Radius: | 12 m                |                              |                              |
| |                     |                              |                              |
| \| \| 0 \| Sägewerk Mandrione in Vieste \| Sägewerk Mandrione in Vieste \| \| \| 23,7 \| Foresta Umbra \| Foresta Umbra \| |                     |                              |                              |
| Betriebs-/Güterbahnhof Streckenanfang (Strecke außer Betrieb)                                                              | 0                   | Sägewerk Mandrione in Vieste | Sägewerk Mandrione in Vieste |
| Betriebs-/Güterbahnhof Streckenende (Strecke außer Betrieb)                                                                | 23,7                | Foresta Umbra                | Foresta Umbra                |

Die Decauville-Bahn im Umbra-Wald (italienisch La ferrovia decauville nella Foresta Umbra) war eine Waldbahn mit einer Spurweite von 600 mm, die von 1898 bis etwa 1956 das Sägewerk Mandrione in Vieste al Gargano mit dem Foresta Umbra verband.

## Geschichte

### Forstgesellschaft Impresa Boschiva der Gebrüder Scannapieco
Der erste Streckenabschnitt der Decauville-Bahn im Umbra-Wald wurde 1898 genehmigt, nachdem die Forstgesellschaft Impresa Boschiva der Gebrüder Scannapieco mit Niederlassungen in Catania und Vieste bei der zuständigen Forstbehörde, der Brigade di Umbra del Reale Corpo delle Foreste, eine Genehmigung für den Bau einer kurzen Decauville-Bahn im Staatswald beantragt hatte, um bestimmte Transportaufgaben im Zusammenhang mit der Nutzung des benachbarten Sfilzi-Waldes, der sich in Privatbesitz befand, durchzuführen und in dem bereits seit 1894 eine Waldbahn in Betrieb war. Die Genehmigung wurde am 20. November 1898 für eine Strecke von 60 Metern gegen Zahlung einer Gebühr von
20 Lire und einer Kaution von 200 Lire für „eventuelle Schäden an Boden und Pflanzen“ erteilt. Im Jahr 1899 wurde dieser kurze Abschnitt wieder abgebaut.
In den folgenden Jahren erhielt dasselbe Unternehmen den Auftrag, bestimmte Gebiete des Waldes zu fällen. So wurde 1901 ein erster 2000 Meter langer Abschnitt in Verlängerung der bestehenden Strecke im Sfilzi-Wald gebaut. In einem Übergabebericht vom 25. April 1912 liest man die minutiöse Beschreibung der Trasse dieser Eisenbahnstrecke, deren Bau für den Holzeinschlag geplant war. Im August 1912 schickte die Gesellschaft der Forstbehörde einen Plan der gesamten Strecke, die 4397 Meter lang war und zusammen mit der bestehenden Trasse den Wald von Sfilzi mit dem dampfbetriebenen Sägewerk verband, das in der Zwischenzeit in Umbra in der Nähe des heutigen Cutino errichtet worden war.
Im Jahr 1912 wurden weitere Lose vergeben und Genehmigungen für den Bau einer 6000 Meter langen Waldbahn erteilt, von der heute noch sichtbare Spuren erhalten sind. Weitere Nebenstrecken wurden in den Jahren 1913 und 1915 eingerichtet.

### Ubernahme durch die Forstverwaltung
Die Forstverwaltung kaufte am 16. März 1921 für 400.000 Lire von der Firma Scannapieco etwa 20 Kilometer Decauvillegleise mit sechs Weichen, 29 Drehgestellen und das Gelände, auf dem die Strecke gebaut wurde, mit allem, was dazugehörte (Brücken, Zisternen, Tore), vom Wald bis zur Ebene, bis zur heutigen Bahnstrecke der Mandrione-Eisenbahn.

### Società Anonima Industriale Garganica
Die Società Anonima Industriale Garganica erhielt 1925, nachdem sich die Marktbedingungen geändert hatten, den Zuschlag für die Nutzung von 300.000 Kubikmetern Holz, und verpflichtete sich zur Übernahme der inzwischen 20 Kilometer langen Strecke, 25 Wagen und einer Clayton-Lokomotive im Wald gelagert wurden. Dasselbe Unternehmen verpflichtete sich, das Schienennetz durch das Verlegen von weiteren 18 Kilometern Gleisen zu erweitern, wurde aber zahlungsunfähig. In den Jahren von 1933 bis 1936 hatte das Eisenbahnnetz seine größte Ausdehnung.

### Zweiter Weltkrieg und Nachkriegszeit
1945, nach dem Krieg und der damit verbundenen Zeit der nicht-nachhaltigen Ausbeutung des Ausbeutung des Waldes durch die Alliierten, die das Sägewerk Mandrione und die Waldbahn beschlagnahmt hatten, wurde die Strecke und das Eisenbahnmaterial erneut inventarisiert: es wurden 7 Lokomotiven gezählt, davon 3 mit 24 PS und 4 mit 12 PS, sowie 54 Wagen im Lager, von denen 37 mit einer Stangenbremse und 17 mit einer Schraubenbremse ausgestattet waren. Weitere 16 Drehgestelle waren in den Wäldern verstreut. Zwischen dem Umschlagplatz Caritate, im unteren Teil des Waldes, und der Ebene von Mandrione, einschließlich der Strecken innerhalb des Sägewerks, gab es eine 6,192 km lange Strecke. Von Caritate bis zum Knotenpunkt Dispensa auf 600 m Höhe sind es weitere 6,636 km und von dort bis zur Provinzstraße von Vico del Gargano nach Monte Sant’Angelo, am oberen Ende des Waldkomplexes (800 m), weitere 5,320 km. Zu diesen 18 Kilometern kamen noch 4 Nebenstrecken hinzu, so dass insgesamt 23,677 km Eisenbahngleise vorhanden waren.

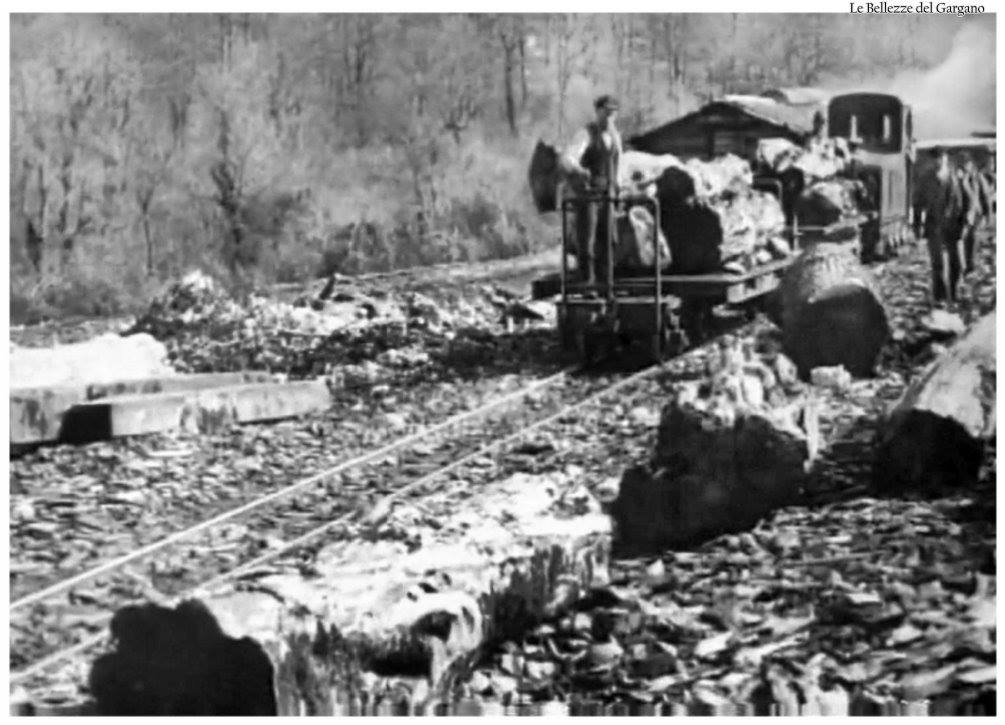
Holztransport zum Sägewerk Mandrione

Anfang der 1950er Jahre wurde das Schienennetz weiterhin genutzt. Die Arbeiten im Sägewerk Mandrione wurden mit voller Kraft wieder aufgenommen. So konnten im Geschäftsjahr 1953/54 im Werk 3751 Kubikmeter Rundholz verarbeitet und 2860 Kubikmeter Schnittholz erzeugt werden.

### Allmähliche Stilllegung
Anfang der 1960er Jahre wurde die Waldbahn allmählich stillgelegt und später abgebaut, als die Kosten für Betrieb und Instandhaltung der Decauville-Bahn durch den Ausbau des Straßennetzes und das Aufkommen moderner Fahrzeuge unwirtschaftlich und vergleichsweise zu gefährlich geworden war. In einem Bericht vom 11. Juni 1926 ist ein Unfall verzeichnet, bei dem 8 Arbeitnehmer (im Alter von 16 bis 23 Jahren) gezwungen waren, von den laufenden Wagen zu springen, weil die
Bremsen aufgrund von Frost versagt hatten. Sie erlitten alle schwere Knochenbrüche und Prellungen.
Auf einem Lageplan von 1955 ist die Strecke von der Dispensa bis zur Scalelle-Brücke in der Nähe von Caritate am Waldrand noch eingezeichnet, von wo aus die Strecke ursprünglich bis nach Mandrione weitergeführt hatte. Dieser Abschnitt war 1956 noch in Betrieb, wie aus dem damals gültigen Lageplan hervorgeht.
Neun Jahre später, im Jahr 1964, ist in den Inventarlisten der Ufficio Amministrazione dell’Azienda di Stato per le Foreste Demaniali (A.S.F.D.) in Umbra, noch viel von der im Laufe der Jahre erworbenen Eisenbahnausrüstung aufgelistet, aber die Bahn war zu dieser Zeit bereits völlig stillgelegt: viele Gleise wurden für den Bau von Zäunen im Dorf Umbra Dorfes sowie für die Errichtung von rustikalen Picknickplätzen wiederverwendet. 1965 wurden einige Draisinen, ein Bahnsteig und eine Plattform und eine gewisse Anzahl von Schienen an das Verwaltungsbüro der A.S.F.D. in Sabaudia übergeben. Die Lokomotiven und anderes Eisenmaterial (Schienen, Achsen und Drehgestellräder) wurden demontiert und verschrottet.

### Überreste
Inzwischen gibt außer ein paar verrottenden Schwellen, die noch in den Boden eingelassen sind, kaum noch Reste der Trasse der ehemaligen Decauville-Bahn, die mehr als ein halbes Jahrhundert lang das wichtigste Transportmittel für die Gewinnung von Holz aus dem Wald war, und es gibt nur wenige Fotos der meist älteren Waldarbeiter, die sie auf- und abbauten und bedienten.
Die Parkbehörde des Nationalparks Gargano stellte 2019 unter dem Vorsitz von Claudio Costanzucci und Carmela Strizzi einen Projektantrag für die Restaurierung eines Streckenabschnitts der alten Decauville-Bahn für die touristische Nutzung sowie die Renovierung des Gebäudes der Murgia-Kaserne, das als Herberge genutzt werden sollte. Aufgrund von besitzrechtlichen, naturschutzrechtlichen und technischen Schwierigkeiten konnte das bereits zur Finanzierung bewilligte Projekt allerdings nicht durchgeführt werden.

## Gleise

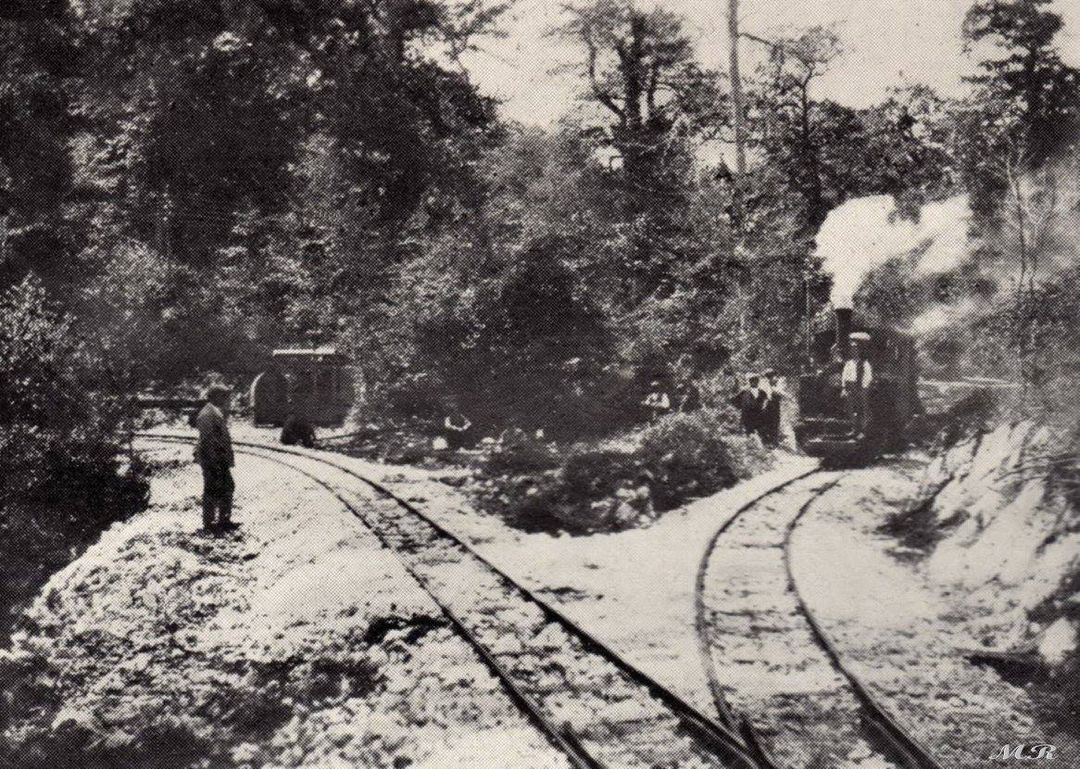
Spitzkehre (Regresso)

Die Bögen mussten einen Radius von mindestens 12 Meter aufweisen. Andernfalls wurden Spitzkehren errichtet, worauf der Ortsname Regresso an der Provinzstraße Umbra-Mare, etwa einen Kilometer von Villaggio Forestale erinnert.

## Lokomotiven

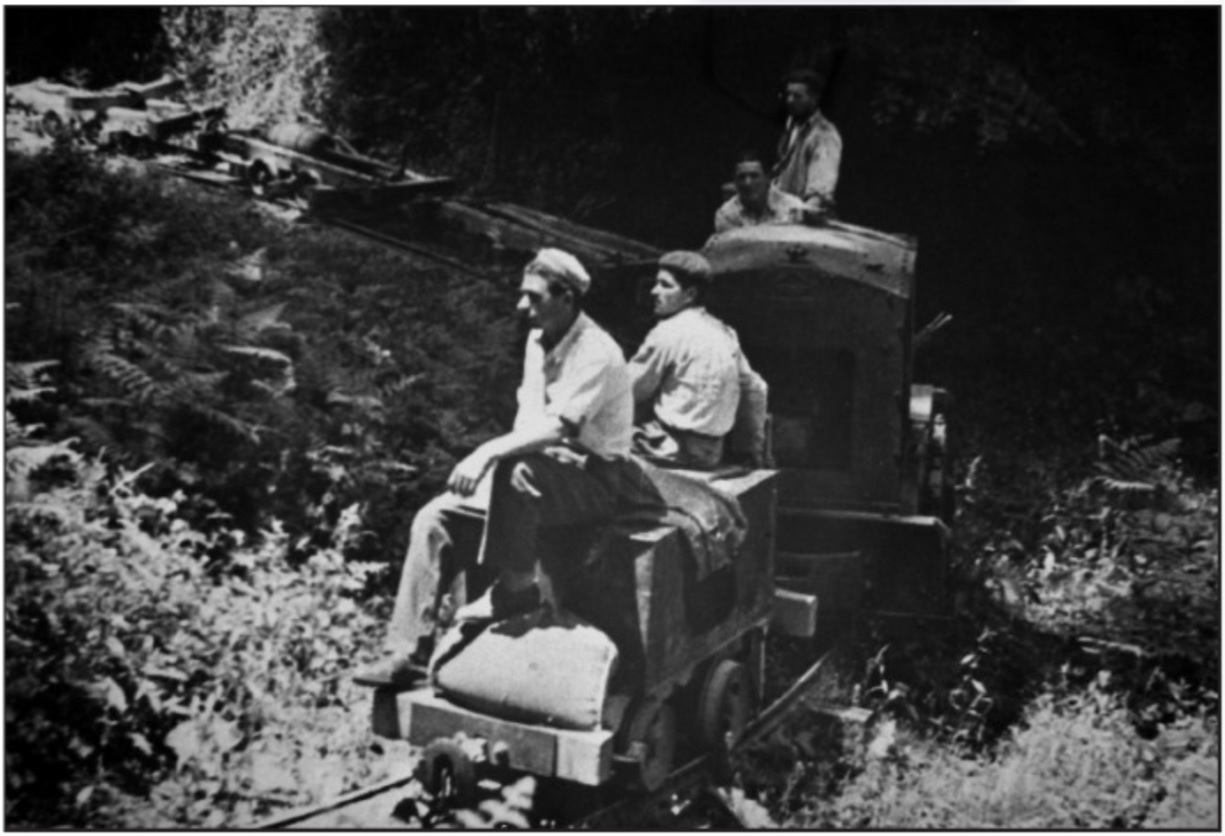
Waldarbeiter auf einem Zug durch den Umbra-Wald. Vor der Montania-Diesel-Lokomotive LD 2 mit 20 PS, ist ein Wagen für die halbautomatische Verteilung von Sand auf die Schienen

Die Mailänder Niederlassung der Firma Orenstein & Koppel lieferte fünf neue Montania-Lokomotiven RL 1a mit 12-PS-Dieselmotoren, einen neuen Lokomotivtyp LD2 mit 20-PS-Dieselmotor und eine Wolf-Lokomotive der Firma Freudenstein in Berlin, die allerdings aufgrund ihres hohen Gewichts zum Bruch der Schwellen führte und die Spurweite spreizte. Außerdem wurden flache Drehscheiben, neue Weichen, gebogene Schienen, Drehgestelle und neue Gleise angeschafft. Das Vorhandensein eines Drehgestellwagens für den Personentransport ist außerdem dokumentiert. Dieser einzigartige Wagen wurde in der Fabrik von Mandrione in Handarbeit unter Verwendung eines entsprechend modifizierten Drehgestells und der Karosserie eines Fiat-Kleinwagens hergestellt.
Damals kostete eine Montania-Lokomotive 23.520 Lire, ein Drehgestell etwa 1500 Lire, eine komplette Weiche etwa 900 Lire und ein Meter Gleis 33 Lire. Insgesamt wurden rund 340.000 Lire für den Ausbau des Eisenbahnnetzes ausgegeben, was heute mehr als 50.000 Euro entspräche.

## Betrieb
Mit dem Holz aus dem Wald versorgte das Sägewerk Mandrione unter anderem die Fabbrica d’Armi del Regio Esercito in Terni, für die Herstellung der Gewehr-Schäfte des Modells 91/41, die an das italienische Heer geliefert wurde.
Der störungsfreie Betrieb der Eisenbahn erforderte regelmäßige Wartungsarbeiten wie den Austausch der Schwellen, Anheben und Begradigen der Gleise, Reinigung von Gras und herabgefallenem Laub auf der Strecke, die Reparatur von Weichen
Drehgestellen und Lokomotiven. Es gab auch Probleme im Zusammenhang mit Diebstahl: nicht selten wurden Schienen entfernt, da diese nur ausgehängt werden mussten, und dann beim Bau von Gebäuden verwendet.
Während der Talfahrt folgte die Lokomotive dem Zug, ohne angekuppelt zu sein, und beschränkte sich darauf, in ebenen Streckenabschnitten nur etwas anzuschieben. Die Schwellen wurden vor Ort aus Holz hergestellt und in einem Abstand von 80–100 cm zueinander verlegt. Die Trasse war so konzipiert, dass sie mit möglichst wenig Brücken, Einschnitten, Bahndämmen und Stützmauern ein maximales Gefälle von 30 ‰ hatte.
Ein Zug bestand im Allgemeinen aus der Lokomotive und einem Dutzend Drehgestellen. Die Verladung der meist auf 2 Meter gestückelten Baumstämme auf jeweils zwei Drehgestelle erfolgte mit hölzernen Hebezeugen und Muskelkraft. Längere Stämme (4 und 6 Meter) wurden auch auf 2 oder 3 Drehgestelle verladen. Die Ladung wurde mit Hilfe von stabilen Ketten gesichert. Die gleichmäßige Verteilung der Stämme entlang des Zuges war ein Vorgang, der mit einer gewissen Geschicklichkeit von spezialisierten Arbeitern durchgeführt werden musste, um eine gute Ausnützung der verfügbaren Länge zu nutzen aber gleichzeitig zu verhindern, dass sich die Ladung in engen Bögen berührte, was zu gefährlichen Entgleisungen geführt hätte.
Normalerweise gab es nur eine Fahrt pro Tag mit der Abfahrt vom Sägewerk am Morgen und der Rückkehr am Ende des Arbeitstages. Der verantwortliche Fahrdienstleiter war der Lokführer. Er wurde von 5 oder 6 Bremsern sowie eine mehreren Ladearbeitern unterstützt.

## Sägewerk
Das Sägewerk Segheria del Mandrione war seinerzeit mit etwa 700 Meter Waldbahngleisen, mit Drehscheiben, speziellen Wagen und moderne Maschinen zum Sägen von Stämmen und zur Holzverarbeitung ausgestattet. Es gab eine Brenta-Stammsäge, eine Wolgatter-Mehrblattsäge, zwei Kreissägen, vier Beäumungs-Kreissägen, vier Hobelmaschinen, einen Drahthobel, einen Stabhobel und eine Holzbearbeitungsmaschine sowie eine Maschine zum Schärfen von Sägeblättern. Außerdem gab es einen von einem schweren Wolf-Lokomobil angetriebenen Kessel für das Druckdämpfen von Buchenholz das optisch anschließen dem Mahagoniholz ähnelte.
Das historische Sägewerk wird seit 2015 von der Regionalen Agentur für Bewässerung und Forstwirtschaft (Agenzia Regionale Attività Irrigue e Forestali, A.R.I.F.) verwaltet. Sie kümmert sich um den Erhalt der Gebäude und der Anlagen und stellt dort Bänke, Picknickbänke, Stühle, Tische, Wegweiser für der Waldwege und Holzschilder für die Naherholung und Sehenswürdigkeiten her. Die Decauville-Gleise sind noch in den Betonboden des Sägwerks eingelassen und der Bahnbetrieb wird gelegentlich mit von Hand geschobenen Loren vorgeführt.